# Gillian Cowley
Gillian Cowley (Kitwe, 8 de julho de 1955) é uma jogadora hóquei sobre a grama zimbabuana, campeã olímpica.

## Carreira
Cowley integrou a Seleção Zimbabuana de Hóquei sobre a grama feminino nos Jogos Olímpicos de Verão de 1980 em Moscou, quando conquistou a medalha de ouro ao se consagrar campeã após finalizar as cinco rodadas da disputa em primeiro lugar, com nove pontos.